# Francesco Acquaviva d'Aragona
Francesco Acquaviva d'Aragona (født 4. oktober 1665 i Napoli i Italien, død 9. januar 1725 i Rom) var en af den katolske kirkes kardinaler. Han var tilknyttet Den romerske kurie og det pavelige diplomati, blandt andet som nuntius i Spanien. Senere fungerede lidt ligesom Spabias ambassadør i Rom.
Han blev udnævnt til kardinal i maj 1706 af pave Klemens XI.
Han var i familie med kardinalerne Ottavio Acquaviva d'Aragona den yngre (kreert 1654), Troiano Acquaviva d'Aragona (kreert 1732), Giovanni Vincenzo Acquaviva d'Aragona (kreeret 1542), Giulio Acquaviva d'Aragona (kreeret 1570) og Ottavio Acquaviva d'Aragona den ældre (kreeret 1591).